# Мадейра (вино)
Вижте пояснителната страница за други значения на Мадейра.
Мадейра е португалско ликьорно (подсилено) вино с тъмнозлатист цвят, което се прави на гористия остров Мадейра. Вината Мадейра могат да бъдат както десертни, така и сухи.

## Технология
Вината Мадейра се произвеждат по специфична технология, включваща загряване на вината до висока температура (60 – 80 °C) за продължителен период. В резултат на загряването протичат специфични процеси, обуславящи кехлибарения цвят и карамелено-ореховите тонове във вкуса и аромата на виното. Вината се загряват в специални фурни или чрез загряването с тръби, преминаващи през виното. Процесът се нарича estufagen („естуфаген“, от португалски: estufa – „фурна“).
Мадейра се прави на принципа на порто вината чрез добавяне на алкохол по време на ферментацията, което добавяне спира ферментацията и вдига алкохолното съдържание до 17 – 20 обемни процента. Мадейра отлежава в дървени съдове, запечатани с бананови листа и корк. Купажирането на вината се прави непосредствено преди бутилирането.

## Сортове грозде
На остров Мадейра се отглеждат няколко сортове грозде, сред които и вердельо, боал, малвазия и серсиал. Именно тези четири сорта се използват за производството на благородните „Мадейра“ вина.

## Любопитно
Уникална колекция от вина Мадейра, състояща се от повече от хиляда бутилки е продадена на 8 декември 2007 г. в Ню Йорк за 2,3 милиона долара. На търга са продадени вина Мадейра, произведени през XVIII—XIX век, като най-старата бутилка е от 1749 г.